# BCG matice
BCG Matice je pojem marketingu a managementu, označující portfoliový model strategie, který vyvinula americká společnost Boston Consulting Group. Matice ukazuje spojitosti mezi tempem růstu obchodů a konkurenční pozicí společnosti. Slouží především manažerům společností jako pomoc při řízení a rozhodování se o zdrojích. V oblasti skladového hospodářství nám ukazuje v závislosti na financích, zajímavostí, prodej zboží na trhu, možnosti nárůstu či poklesu skladových zásob.
Základem analýzy portfolia je tzv. Boston Consulting Group Business matice (matrix). Použití matice probíhá ve třech krocích:
1. rozdělení podniku na strategické podnikatelské jednotky (SPJ, strategic business units – SBU)
2. vzájemné porovnání jednotlivých SPJ a jejich přínosů
3. vývoj strategických cílů s ohledem na jednotlivé SPJ

Podle BCG matice jsou strategické podnikatelské jednotky rozděleny do čtyř kvadrantů podle toho, jaký podíl na trhu jednotlivé SPJ zaujímají a jaký se předpokládá rozvoj konkurenčního okolí.
Mezi praktiky i teoretiky strategického řízení však existují i názory, že BCG matice není vhodným analytickým nástrojem a je již překonaná.

## Kvadranty matice

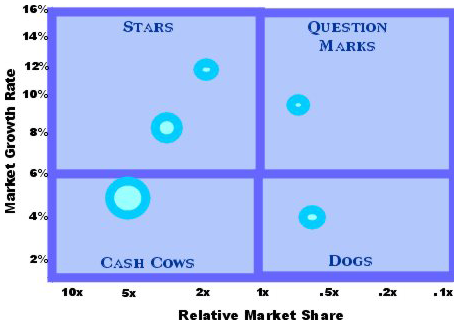
BCG Matice

Jednotlivé kvadranty BCG matice se nazývají: Otazníky (anglicky Question marks), Hvězdy (ang. Stars), Dojné krávy (ang. Cash cows) a Bídní psi (ang. Dogs).
Otazníky
Jde o výrobky ve stádiu zavádění na trh. Vyžadují značné finanční vstupy, ale jsou šancí do budoucna. Průzkum trhu rozhodne, jestli do nich dále investovat, nebo je stáhnout z trhu. Příkladem jsou všechny produkty nově uváděné na trh, u nichž není jistota, jestli se uchytí. Mezi lety 2010 a 2020 byla otazníkem např. společnost Tesla.
Hvězdy
Jedná se o produkty, které mají nejlepší obchodní výsledky co do tempa růstu obratu, tak do podílu na trhu. Udržení těchto výsledků je také finančně náročné, ale výsledkem je vysoký zisk. Typickými hvězdami bývají nejrůznější technologie. Konkrétním příkladem je Apple a jejich iPhone. Jsou mezi největšími hráči na trhu, generují nadstandardní zisky, ale zároveň jejich produkt vyžaduje vysoké investice do výzkumu a vývoje.
Dojné krávy
Tvoří hlavní finanční oporu firmy; přinášejí vysoké zisky, aniž by vyžadovaly větší finanční vklady. Umožňují podporovat rozvoj nových aktivit, případně krýt ztráty z útlumu neziskových výrobků nebo aktivit. Příkladem dojné krávy jsou plenky Pampers, které mají své stálé místo na trhu a jsou stále pravidelně kupované velkým množstvím lidí. Podobně je na tom například i Coca-Cola.
Bídní psi
Patří sem produkty, které končí svou komerční dráhu. Je na zvážení podniků, jak dlouho se vyplatí příslušný produkt udržovat na trhu a podporovat jeho prodej zesílenou marketingovou politikou. Pro odvětví mobilních telefonů jsou bídní psi tlačítkové telefony, které ještě mají v nabídce. Jejich poptávka klesá a kupuje je jen velmi malé množství lidí.
Je zřejmé, že jednotlivé produkty postupně mění svou pozici v portfoliu. Analýzy dosavadního vývoje a pravděpodobnosti budoucího vývoje těchto pozic jsou velmi dobrým základem pro stanovení marketingových cílů. Produkt svůj život běžně začíná v kvadrantu otazníků. Následně, pokud je úspěšný, se přesouvá do kvadrantu hvězd, kde záleží na firmě, jak s produktem naloží. Produkt tedy může zůstat v kvadrantu hvězd, dokud je firma ochotna ho financovat, a s odlivem financí do výzkumu se přesouvá do kvadrantu dojných krav. Bez potřebných inovací se produkt přesouvá do kvadrantu bídných psů, kde je následně většinou stažen z trhu.

## Strategické implikace BCG matice
Implementace zjištění z BCG matice vyžaduje promyšlený přístup. Dojné krávy poskytují finanční prostředky, které je třeba inteligentně rozdělit mezi hvězdy a perspektivní otazníky, přičemž je nutné minimalizovat ztráty nebo transformovat produkty u psů.

### Investování: Z otazníků hvězdami
Otazníky, s nízkým tržním podílem a vysokým růstovým potenciálem, vyžadují značné investice do marketingu, výzkumu a vývoje nebo zvýšení výrobních kapacit, aby se mohly stát hvězdami.

### Udržování: Strategie pro hvězdy a stabilní krávy
Hvězdy, s vysokým tržním podílem na rychle rostoucím trhu, vyžadují strategie udržování dominantní pozice a přípravu na přeměnu na krávy. Krávy s vysokým tržním podílem na zralém trhu by měly být udržovány pro stabilní cash flow.

### Sklízení úrody: Maximální výtěžek z krav
Pro krávy čelící poklesu prodejů je vhodná strategie sklízení úrody, zaměřená na maximalizaci krátkodobých zisků s minimálními investicemi, například zvýšením cen, snížením nákladů nebo selektivním marketingem.

### Opuštění: Prodej nebo likvidace psů a méně perspektivních otazníků
Psi a méně perspektivní otazníky, které nedokážou zvýšit svůj tržní podíl, by měly být opuštěny prostřednictvím prodeje nebo likvidace, což uvolní zdroje pro investice do perspektivnějších oblastí.